# ماريون كيس تشيك
ماريون كيس تشيك (بالإنجليزية: Marion Case Cheek)‏ هو ضابط أمريكي، ولد في 18 أكتوبر 1888 في ريبلي في الولايات المتحدة، وتوفي في 20 يونيو 1969 في سان فرانسيسكو في الولايات المتحدة.